# رودلف مارتن (عالم إنسان)
رودلف مارتن هو عالم إنسان سويسري، ولد في 1 يوليو 1864 في زيورخ في سويسرا، وتوفي في 11 يوليو 1925 في ميونخ في ألمانيا.